# آدریان الیسون
آدریان الیسون (انگلیسی: Adrian Ellison؛ زادهٔ ۱۱ سپتامبر ۱۹۵۸) قایقران روئینگ اهل بریتانیا است.